# Língua gestual chilena
A língua gestual chilena ou língua de sinais chilena é a língua gestual através da qual os surdos do Chile se comunicam.
É usada por uma população de cerca de 845.800 surdos e 7 instituições.
Como todas as línguas, possui sintaxe, gramática e léxico próprios.

## História
No Chile, a maioria das pessoas ainda considera a surdez apenas como deficiência física e não como uma identidade cultural, isto é, a cultura dos surdos ainda não é aceite.
Com o objectivo de desenvolver as suas necessidades, os surdos (ajudados pelos ouvintes) formaram uma rede nacional de associações de distintas categorias: atléticas, dramáticas, estudantis, literárias (como a CRESOR, CONASOCH) e ainda religiosas (como nas Testemunhas de Jeová).